# Витмер (Западна Вирџинија)
Витмер (енгл. Whitmer) насељено је место без административног статуса у америчкој савезној држави Западна Вирџинија.

## Демографија
По попису из 2010. године број становника је 106.
| Група             | 2000.    | 2010.        |
| Белци             | 0 (0,0%) | 106 (100,0%) |
| Афроамериканци    | 0 (0,0%) | 0 (0,0%)     |
| Азијати           | 0 (0,0%) | 0 (0,0%)     |
| Хиспаноамериканци | 0 (0,0%) | 0 (0,0%)     |
| Укупно            | 0        | 106          |